# Meinhard Nehmer
Meinhard Nehmer (Bobolin, 13 gennaio 1941) è un ex bobbista tedesco orientale.

## Biografia
Ai XII Giochi olimpici invernali (edizione disputatasi nel 1976 a Innsbruck, Austria) vinse la medaglia d'oro nel Bob a quattro con i connazionali Jochen Babock, Bernhard Germeshausen e Bernhard Lehmann, partecipando per la nazionale tedesca (Germania Est), superando quella svizzera e l'altra tedesca.
Il tempo totalizzato fu di 3:40,43 con un distacco minimo rispetto alle altre classificate 3:40,89 e 3:41,37 i loro tempi. Insieme a Bernhard Germeshausen vinse anche l'oro nel bob a due con il tempo di 3:44,42.
Ai XIII Giochi olimpici invernali vinse un altro oro nel bob a quattro con Bogdan Musiol, Bernhard Germeshausen e Hans Jürgen Gerhardt con un tempo di 3:59,92 e un bronzo nel bob a due con Bogdan Musiol con un tempo di 4:11,08
Inoltre ai campionati mondiali vinse alcune medaglie:
- nel 1977, oro nel bob a quattro con Bernhard Germeshausen, Hans-Jürgen Gerhardt e Raimund Bethge.[4]
- nel 1978, argento nel bob a due con Raimund Bethge,[5] e bronzo nel bob a quattro con Bernhard Germeshausen, Hans-Jürgen Gerhardt, Raimund Bethge
- nel 1979, argento nel bob a quattro con Detlef Richter, Bernhard Germeshausen e Hans-Jürgen Gerhardt.